# Shahrestān-e Harsīn
Shahrestān-e Harsīn (persiska: شهرستان هرسين, هرسين) är en delprovins (shahrestan) i Iran.   Den ligger i provinsen Kermanshah, i den nordvästra delen av landet, 400 km väster om huvudstaden Teheran.
Delprovinsen hade 78 350 invånare 2016.